# SBB Re 8/12 501–502
Die Schnelltriebzüge 1031 und 1041 waren zwei Zugskompositionen, die auf der Technologie der rote Pfeile der SBB aufbauten und als Alternative zu den lokbespannten Leichtschnellzügen für den hochwertigen Schnellzugdienst zwischen den Städten im schweizerischen Mittelland vorgesehen waren. Sie bestanden aus zwei vierachsigen, auf allen Achsen angetriebenen Endwagen und einem nicht angetriebenen, vierachsigen Mittelwagen. Die ursprünglich mit der Bezeichnung BC Le 8/12 501 und 502 versehenen Einheiten wurden 1938 als Re 8/12 501 und 502 abgeliefert.

## Vorgeschichte
Die einteiligen roten Pfeile fanden ein grosses Echo in den entsprechenden Medien. Dies bezog sich aber vor allem auf die Zufriedenheit des reisenden Publikums; für die Verwendung im fahrplanmässigen Betrieb waren die vierachsigen Alleinfahrer wegen ihrer beschränkten Platzzahl dennoch nur bedingt geeignet. Wegen des in der zweiten Hälfte der 1930er Jahre einsetzenden Wirtschaftsaufschwungs war die Nachfrage nach diesen Triebwagen im Gesellschaftsverkehr gross.
Die Kundschaft auf den Verbindungen zwischen den grossen Städten im Mittelland konnte nur mit schnellen und komfortablen Verbindungen gewonnen werden. Für diese Verbindungen brauchte es neue Fahrzeuge mit ausreichender Kapazität. Grundsätzlich gab es dafür zwei Möglichkeiten:
- Leichte Wagen mit genügender Kapazität, komfortabler Ausstattung und guten Laufeigenschaften. Als Triebfahrzeuge sollten vorhandene Triebfahrzeuge oder Neuentwicklungen zum Einsatz kommen.
- Mehrteilige, unteilbare Schnelltriebzüge.

Der erste Weg führte zu der Entwicklung der Leichtstahlwagen (SBB). Da aber dafür nur die speziell für diese Einsätze angepassten Lokomotiven vom Typ Ae 3/6 I 110 zur Verfügung standen und sich die Triebwagen RFe 4/4 als Fehlentwicklung für diesen Betrieb erwiesen, kam es erst mit dem Einsatz der Lokomotiven Re 4/4 I im Jahr 1946 zum Erfolg.
Die Schweizerischen Bundesbahnen begingen aber auch den zweiten Weg. Im Jahr 1936 wurden bei der Industrie zwei Schnelltriebwagen vom Typ BCLe 8/12 bestellt. Diese sollten die Betriebsnummern 501 und 502 erhalten.

## Pflichtenheft
Das Pflichtenheft war verhältnismässig offen formuliert. Verlangt wurde ein Triebzug mit 30 Plätzen der zweiten Klasse und 168 Plätzen in der dritten Klasse sowie 24 sogenannten «Not- und Hülfssitzen» in den Einstiegsräumen. Des Weiteren wurde ein Gepäckabteil verlangt.

## Auftragsvergabe und Projektierung
Die Auftragsvergabe erfolgte an folgende Firmen:
- Schweizerische Lokomotiv- und Maschinenfabrik (SLM): Mechanischer Teil
- Brown, Boveri & Cie. (BBC): Transformatoren und Steuerung
- Maschinenfabrik Oerlikon (MFO): Fahrmotoren und Antriebe für den Triebzug 501, Hilfsapparatur für beide Züge, Montage beider Züge
- Société Anonyme des Ateliers de Sécheron (SAAS): Fahrmotoren und Antriebe für den Triebzug 502; Bremshüpferbatterien für beide Züge

## Inbetriebnahme
Der BCLe 8/12 502 wurde am 8. Oktober 1937 als Re 8/12 502 in Betrieb genommen. Der BCLe 8/12 501 folgte am 17. Februar 1938 als Re 8/12 501.

## Technik

### Der mechanische Teil

#### Fahrwerk
Für die Drehgestelle wurde die Bauform der roten Pfeile CLe 2/4 203-207 verwendet. Merkmale dieser Konstruktion waren:
- Drehgestellrahmen mit kastenförmigen Längsträgern. Auf beiden Seiten des Drehgestells war eine Blattfeder mittels Pendeln befestigt. Auf diesen Blattfedern stützte sich der Wagenkasten über eine Wiege und seitliche Pfannen mit Ölbad.
- Primärfederung mit je zwei Schraubenfedern auf ein Rollenachslager.
- Radsätze mit gewalzten Monoblocrädern
- Flüssigkeitsdämpfer gegen Schlingerbewegungen.

Für das schnellere Befahren von Kurven war eine maximale Achslast von 14 t vorgeschrieben. Um diese Achslast bei den zwei angetriebenen, schwereren, inneren Teilen des dreiteiligen Triebzuges einzuhalten, war eine pneumatisch gesteuerte Ausgleichsvorrichtung vorhanden. Diese gab einen Teil der Last der schweren Innenseiten der Endwagen an den Kasten des nicht angetriebenen Zwischenwagens ab.

#### Zugkraftübertragung
Die Übertragung der Zug- und Stosskräfte von den Drehgestellen auf den Wagenkasten erfolgte über die Drehzapfen. Da die zwei Triebzüge als Alleinfahrer bestimmt waren, gab es keine standardmässigen Vorrichtungen für die Übertragung von Zug- und Druckkräften. Für allfällig notwendige Abschleppvorgänge besassen die Züge Hilfspuffer und abgedeckte Hilfskupplungen.

#### Antrieb
Bei einer Höchstgeschwindigkeit von 150 km/h mit einem Raddurchmesser von nur 900 mm stellten die Antriebe eine besondere Herausforderung bei der Entwicklung dar. Ein Tatzlagerantrieb kam wegen der hohen, unabgefederten Masse am Radsatz nicht in Frage.
Ein Einzelachsantrieb mit vollständiger Entkopplung der Masse des Fahrmotors vom Radsatz war bereits beim Roten Pfeil CLe 2/4 202 mit Erfolg eingebaut worden. Einer weiteren Anwendung eines solchen Antriebes stand deshalb nichts im Wege.
Die Fahrmotoren waren im Drehgestell fest eingebaut. Über das auf der Motorwelle sitzende Ritzel wurde das Grosszahnrad angetrieben, das auf einer Hohlwelle sass, die die Radsatzwelle umschloss. Das Zahnradgetriebe mit der Hohlwelle war dabei mit dem Fahrmotor fest verschraubt und von der Radsatzwelle entkoppelt. Die Übertragung der Antriebskraft von der Hohlwelle auf Triebradsatz erfolgte durch einseitig angeordnete Federtopfantriebe. Der Zug 501 erhielt dabei einen Antrieb von MFO. Der Zug 502 erhielt einen solchen von SAAS. Dieser war seit 1935 in der Ae 3/5 10204 erprobt worden.

#### Bremsanlage
Die zwei Triebzüge waren technisch für 150 km/h ausgelegt. Im Alltagsbetrieb konnte diese Geschwindigkeit aber nicht genutzt werden. Einige Vorsignaldistanzen waren schon für 125 km/h zu kurz. Die Deutsche Reichsbahn setzte seit 1930 mit Erfolg die Magnetschienenbremse ein. Wegen der nach unten gekröpften Drehgestellrahmen fehlte der Platz zwischen Rahmen und Schienen, um eine solche Konstruktion einzubauen.
Deshalb musste eine Lösung gesucht werden, die einerseits im Normalbetrieb keinen grossen Verschleiss zur Folge hatte. Andererseits musste gewährleistet sein, dass eine maximale Ausnützung der Adhäsion Rad/Schiene gewährleistet war.
Jedes Rad des Triebzuges besass beidseitige Bremsklötze, die vom Führerbremsventil ausgelöst werden konnten. Die Bremswirkung wurde durch eine sehr leistungsfähige, 20-stufige elektrische Widerstandsbremse unterstützt.
Bei hohen Geschwindigkeiten wurde normalerweise nur die elektrische Bremse verwendet. Über eine elektropneumatische Steuerung wurden bei Verwendung der Stufen 11–20 der elektrischen Bremse die Bremszylinder des Zwischenwagens mit einem Zylinderdruck von 2,5 bar beaufschlagt.
Zur Erzeugung kürzerer Bremswege, wie dies beispielsweise bei Fahrten im Nebel notwendig war, ermöglichte ein separater Schalter, die pneumatische Bremse des Zwischenwagens schon in den Bremsstufen 1-11 mit einem Bremsdruck von 6 bar zu beaufschlagen. Gleichzeitig wurden dabei die Sandstreuung auf die vorderste Achse des Zwischenwagens automatisch ausgelöst. Bei tieferen Geschwindigkeiten bzw. höheren elektrischen Bremsstufen war der mechanische Bremsdruck auf die oben erwähnten 2,5 bar beschränkt.
Im Fall einer Notbremsung wurde an sämtlichen Radsätzen des Triebzuges eine Schnellbremse ausgelöst. Ein elektrisches Ventil in Ruhestromschaltung, das direkt mit den Hilfsluftbehältern verbunden war, beaufschlagte die Bremszylinder mit 6 bar. Die elektrische Bremse wurde dabei gar nicht aktiviert. War sie vor der Einleitung der Notbremsung schon aktiv, konnte sie mit einem Druckschalter ausgeschaltet werden.
Für eine Notbremsung gab es folgende Fälle:
- Auslösung der Notbremse durch den Triebfahrzeugführer oder einen Reisenden
- Ansprechen der Sicherheitssteuerung
- Ausfall des Steuerstroms

Die Elektroventile waren direkt an die Batterie angeschlossen, da die Schnellbremsung auch bei Stromausfall funktionieren musste.
Für die Bremsauslösung dieser Triebwagen gab es ein umfassendes Regelwerk. Dieses konnte aber nicht die situative Entscheidung des Triebfahrzeugführers ersetzen.
Jeder Wagen verfügte über eine Handbremse. Diese wirkte jeweils auf ein Drehgestell des jeweiligen Wagens.

#### Wagenkasten

Führerstand des RBCFe 4/8 671

Alle Wagenkasten bestanden aus selbsttragenden, geschweissten Stahlkonstruktionen. Für die obere Dachhaut des Doppeldaches, die Schürzen, Apparatekasten und die Türen kam Aluminium zum Einsatz. Die Führerstände waren gleich ausgebildet wie diejenigen der kleinen roten Pfeile. Anders als bei diesen war der Lokomotivführer aber durch Apparatekästen und eine Glaswand von den Passagieren getrennt. Zur Verbesserung der Einstiegsverhältnisse für die Fahrgäste – viele Bahnhöfe und Haltestellen der SBB besassen zu damaliger Zeit Perrons auf Schienenhöhe oder sogar darunter – war der Wagenboden zwischen den Drehgestellen so tief wie möglich gelegt. Diese Konstruktion führte aber dazu, dass zum Drehgestellbereich hin Treppen eingebaut werden mussten, da dort ein Tieflegen des Wagenbodens nicht möglich war. Dieser Tatsache musste auch die Inneneinrichtung folgen, die dadurch teilweise, für damalige Verhältnisse, seltsam anmutete. Diese Tatsache war auch von aussen an der Fensterteilung und -höhe erkennbar.

Abteil zweiter Klasse, 1954

Interessant war die Sitzeinteilung dieser Schnelltriebzüge:
- Im tiefliegenden Mittelbereich der zwei Triebwagen und des Zwischenwagens wurde die klassische Vis-à-vis-Anordnung gewählt. Das Zweiklassabteil des Mittelwagen war bei den zwei Triebzügen unterschiedlich gestaltet: Beim Zug 501 waren in Querrichtung vier Sitze vorhanden, beim Zug 502 nur deren drei.
- Die Sitzplätze in den zwei äusseren Endabteilen der Triebwagen waren gegen die Führerstände gerichtet.
- Die zwei inneren Enden der Triebwagen bestanden aus einem achtplätzigen Fahrgastabteil und einem Apparateraum.
- Im Zwischenwagen befand sich an einem Ende ein Gepäckabteil. Am anderen Ende war ein Fahrgastabteil mit Vis-à-vis-Bestuhlung angeordnet.

Abteil dritter Klasse, 1954

In der dritten Klasse besassen die Sitze Lederpolster. Auf dem Boden war Linoleum verlegt. Die Wandverkleidung bestand aus Kunstleder (unten) und Birkenholz (oben). Die Sitzbezüge der zweiten Klasse bestand aus Moquette-Polstern. Dazu waren Plüschteppiche verlegt. Die Wandverkleidung bestand aus polierten Nussbaumholz.
Die Gepäckträger waren in der dritten Klasse quer befestigt. In der zweiten Klasse war die Anordnung längs.
Über einen Steuerschalter konnten die Seitentüren vom Lokomotivführer elektropneumatisch geöffnet und auch geschlossen werden. Zusammen mit dem Öffnungs- und Schliessvorgang wurden auch Fusstritte ausgefahren oder eingezogen.

### Der elektrische Teil

#### Hauptstromkreis
Auf beiden Triebwagen war an der Innenseite auf dem Dach je ein Scherenstromabnehmer montiert. Diese waren über den Mittelwagen durch eine Hochspannungsleitung verbunden. Jeder Triebwagen besass zwei Hochspannungssicherungen, wobei die eine in Betrieb war und die andere als Reserve diente. Zur Erprobung war auf jedem Triebwagen ein Druckluftschnellschalter angebracht. Der Triebzug 501 besass eine Konstruktion von MFO, der Zug 502 eine solche von BBC.
Die Transformatoren waren in den Abteilen unter den Stromabnehmern aufgestellt. Es handelte sich dabei um sogenannte Gleittransformatoren, die von BBC geliefert worden waren. Im Gegensatz herkömmlichen Eisenbahntransformatoren war die Sekundärwicklung des Transformators blank. Sie wurde von Kontaktrollen stufenlos abgegriffen. Das Bewegen der Kontaktrollen erfolgte durch einen elektrischen Stellmotor. Seine Steuerung erfolgte über ein polarisiertes Relais durch Drehen des Steuerhandrades im Führerstand. Dieses Handrad konnte zum Fahren um ungefähr 170° nach rechts gedreht werden. Jeder Winkel des Rades gegenüber der Nullstellung entsprach dabei einer klar definierten Spannung, die den Fahrmotoren zugeführt wurde. Der Triebfahrzeugführer konnte dabei die Aufschaltung der Fahrmotorspannung selbst bestimmen. Massgebend war die Stromstärke an den Fahrmotoren.
Das Herunterschalten ging ebenfalls stufenlos vor sich. Wurde eine spezielle Position am Ende der Aufschaltdrehung des Handrades gewählt, erfolgte die maximale Aufschaltung durch alle Stufen in 20 Sekunden. Wurde das Handrad sofort ganz in die Nullstellung zurückgedreht, erfolgte das Herunterschalten ebenfalls in 20 Sekunden.
Die Fahrmotoren waren eigenventiliert. Diese waren beim Fahren parallel und beim elektrischen Bremsen pro Drehgestell in Serie geschaltet. Zu Beginn der elektrischen Bremse wurden die Fahrmotoren kurzzeitig durch die Batterie erregt. Anschliessend arbeiteten die Fahrmotoren als selbsterregende Generatoren, die ihre elektrische Energie an die Bremswiderstände abgaben, die sich im Zwischendach befanden.

#### Hilfsbetriebe
Folgende Hilfsbetriebe mit 220 Volt Wechselstrom waren in jedem der beiden Triebwagen vorhanden:
- ein Kompressor
- ein Transformatorventilator
- Heizwiderstände für die Warmluftheizung
- ein Transformator für die Heizung der Führerstandsfenster

Im Zwischenwagen
- eine Umformergruppe für die Batterieladung
- Heizwiderstände für die Warmluftheizung

Im Sommer konnten die Ventilatoren der Warmluftheizung für die Zusatzlüftung gebraucht werden.

#### Elektrische Bremse
Die elektrische Bremsung erfolgte durch das Drehen des Handrades nach links, wobei 20 Bremstufen angewählt werden konnten. Um nach der Verwendung der elektrischen Bremse – z. B. nach einer vorgeschriebenen Geschwindigkeitsreduktion gemäss Buchfahrplan oder einer temporären Langsamfahrstelle – die Geschwindigkeit zu halten, wurde der Fahrstufenschalter automatisch auf die Stufe verschoben, die der momentanen Geschwindigkeit entsprach. Die Steuerung erfolgte durch einen sogenannten Geberdynamo, der an einer Triebachse befestigt war.

#### Vielfachsteuerung
Die zwei Triebwagen waren als Alleinfahrer konzipiert. Sie konnten weder untereinander noch mit anderen Fahrzeugen wie z. B. Steuerwagen gekuppelt werden. Aus diesem Grund besassen sie keine Vielfachsteuerung.

### Änderungen und Umbauten
Da die beiden Triebwagen eine bewegte Vergangenheit hatten, wird in diesem Kapitel auf eine Trennung von Änderungen im mechanischen und elektrischen Teil verzichtet, da diese vielfach miteinander ausgeführt wurden.

#### Umbezeichnungen
Wie andere Triebwagen der SBB aus den frühen Jahren waren auch diese Triebzüge von zahlreichen Umbezeichnungen betroffen. Diese neuen Leichttriebwagen für hohe Geschwindigkeiten konnten mit dem vorhandenen Bezeichnungsschema nicht erfasst werden. Dazu kam der Wegfall der dritten Wagenklasse in den 1950er Jahren sowie die Umbezeichnung von Gepäckwagen/Gepäckabteilen von „F“ nach „D“.
Spezifisch für die zwei Triebzüge waren Umzeichnungen, die eine Folge von Umbauten (Achsfolge) waren. Im weiteren mussten die Betriebsnummern mit dem Auftreten der Gepäcktriebwagen RFe 4/4 und Re 4/4I angepasst werden. Zu einem späteren Zeitpunkt wurden die Betriebsnummern für Triebwagen im Zahlenbereich ab 1000 festgelegt.
Nachfolgend sind die Umbezeichnungen für die zwei Triebwagen aufgelistet:
Triebwagen 1031:
| 1936 (Bestellung)     | BC Le 8/12 501 |
| 1938 (Übernommen als) | Re 8/12 501    |
| 1941                  | Re 4/8 311     |
| 1947                  | RBCFe 4/8 671  |
| 1956                  | RABFe 4/8 671  |
| 1959                  | RABFe 4/8 1031 |

Triebwagen 1041
| 1936 (Bestellung)     | BC Le 8/12 502  |
| 1937 (Übernommen als) | Re 8/12 502     |
| 1945                  | RBCFe 8/12 502  |
| 1948                  | RBCFe 8/12 691  |
| 1956                  | RABFe 8/12 691  |
| 1958                  | RABFe 8/12 1041 |
| 1964                  | RABDe 8/16 1041 |

#### Änderungen und Umbauten

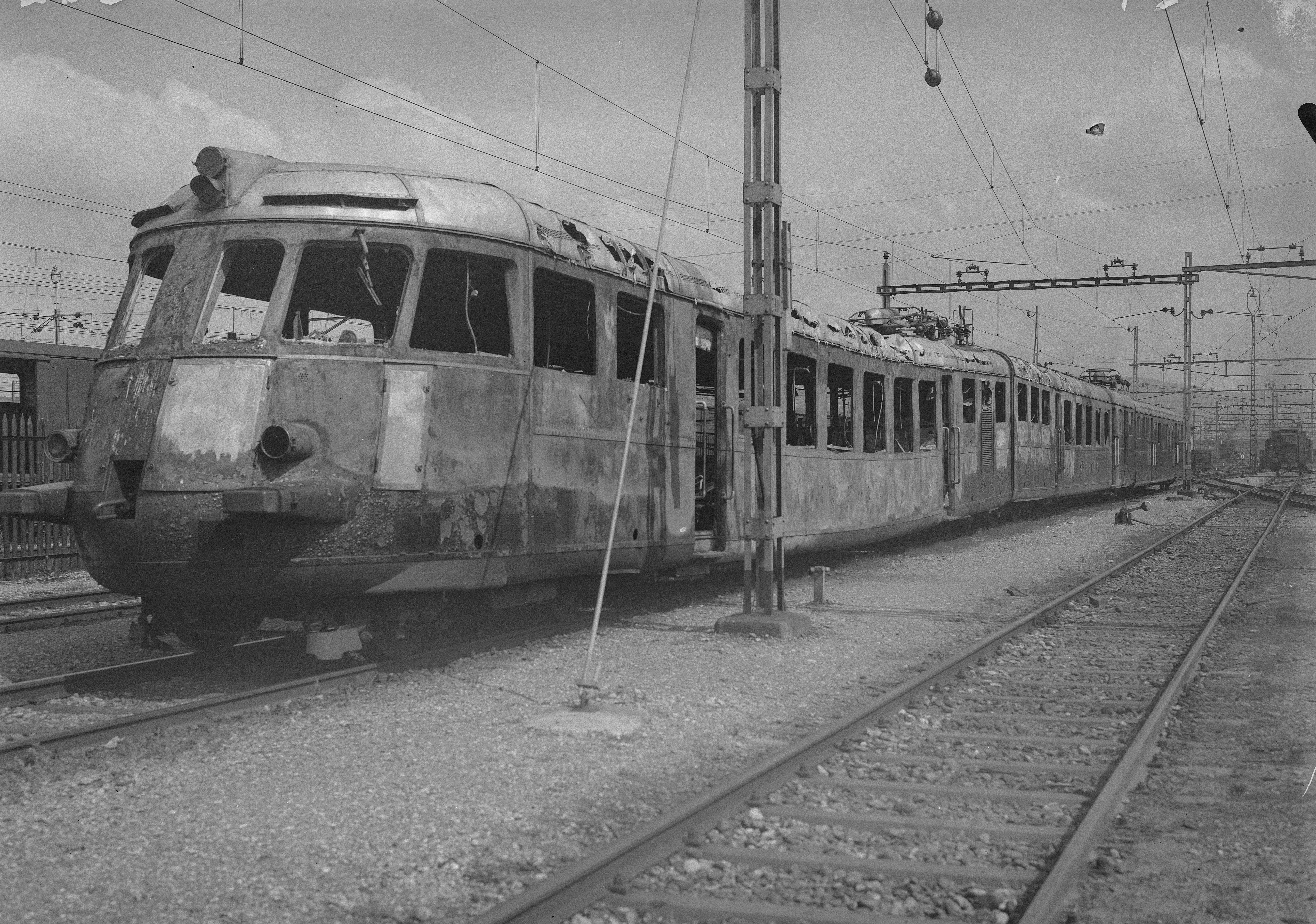
Der Leichttriebzug Re 8/12 501 wurde am 14. August 1939 durch einen Brand schwer beschädigt

Ausgebrannter Passagierraum und Führerstand II des Re 8/12 501

Am frühen Morgen des 14. August 1939 geriet der Triebwagen 501 – eineinhalb Jahre nach Inbetriebsetzung – im Depot Rorschach in Brand. Da der Zug nicht ins Freie gefahren werden konnte, erlitt er schwere Schäden. Diese waren bei einem Endwagen so schwer, dass mit vertretbarem Aufwand nur noch ein Zweiwagenzug wiederaufgebaut werden konnte.
Am Mittelwagen wurde deshalb auf der Seite des kleinen Personenabteils ein neu erstellter Führerstand angebaut. Die Drehgestelle konnten nicht mehr verwendet werden und wurden deshalb in gleicher Bauweise neu gebaut. Die Triebdrehgestelle wurden unter den Führerständen eingebaut, sodass zwei gleiche Triebwagenteile mit der Achsanordnung 2/4 entstanden. Im Triebwagen I wurden belassen:
- Stromabnehmer
- Dachsicherung
- Transformator mit Steuerung

Das Übersetzungsverhältnis wurde von 1:2.64 auf 1:3.17 geändert. Die Höchstgeschwindigkeit änderte sich dabei von 150 km/h auf 125 km/h. Dadurch erhöhte sich die Drehzahl der Motoren und deshalb auch die Eigenventilation. Damit war der Einsatz des Triebwagens auch auf steileren Strecken möglich. Der Umbau wurde durch die Hauptwerkstätte Zürich durchgeführt. Wegen der zunehmenden Materialknappheit konnte der Zug erst im September 1941 wieder in Betrieb genommen werden. Das mit dem Gleittransformator mögliche Anfahren und Beschleunigen an der Grenze der Adhäsion Rad/Schiene war bestechend. Die grosse Störanfälligkeit entwickelte sich aber im Betrieb zu einem kostenintensiven Problem. Deshalb wurde im Jahr 1953 ein konventioneller Transformator mit einer SAAS Hüpfersteuerung eingebaut. Die direkt wirkende Luftbremse mit elektrisch gesteuerter Notbremse wurde durch eine automatische R-Bremse Bauart Oerlikon mit Führerbremsventilen FV3 und pneumatisch gesteuerter Notbremse ersetzt. Damit die Reisenden immer in Fahrtrichtung sitzen konnten, wurde in der zur zweiten Klasse erhobene dritten Klasse die alte Bestuhlung durch Sitze mit umstellbaren Rückenlehnen ersetzt. Anstelle der Vorerregung der elektrischen Bremse ab Batterie wurde 1959 eine Vorerregung ab Gleichrichter eingebaut. In den Antrieben wurden die Stössel in den Federpaketen durch Gummielemente ersetzt. Bei diesen Werkstattaufenthalten wurden gleichzeitig auch die nachfolgend gezeigten Anlagen eingebaut:
- elektropneumatische Pfeifenbetätigung
- elektrische Geschwindigkeitsmesserantriebe
- MFO-Sicherheitssteuerung
- Lautsprecheranlage

Beim Triebwagen 691 (ursprünglich 502) erfolgten analog, nachfolgend aufgezeigte, Änderungen.
1954:
- Einbau von Transformatoren mit Anzapfungen und SAAS-Hüpfersteuerung
- Änderung der Widerstandsbremse

1958:
- Verbesserung der Antriebe
- Einbau der automatischen R-Bremse Oerlikon
- Modernisierung der Inneneinrichtung

Bei einem Brand am 13. August 1961 in Pfungen entstanden insbesondere am Triebwagen 1 des Triebzuges 1041 erhebliche Schäden. Wegen der bevorstehenden Landesausstellung EXPO64, die den Einsatz von allem vorhandenen Rollmaterial verlangte – sogar von alten zwei- und dreiachsigen Reisezugwagen – wurde erwogen, diesen Zug wieder aufzubauen. Die Hauptwerkstätte Zürich wurde schlussendlich damit beauftragt, den Wiederaufbau mit geringstem Aufwand zu planen. Die zwei ehemaligen pneubereiften, extrem leichten WagenAp4ü und B4ü sollten dabei als Zwischenwagen eingebaut werden. Für die beiden Triebwagen war eine Ausrüstung mit Servo-Steuerkontrollern und Vielfachsteuerung analog zu den umgebauten Be 4/6-Triebwagen vorgesehen. Der Einbau von Zug- und Stossvorrichtungen sollte geprüft werden, um allenfalls Reisezugwagen mitführen zu können. Die Wiederinbetriebnahme sollte im Frühling 1964 erfolgen. Im Herbst 1962 wurden die Studien in einer anderen Richtung weiterbetrieben. Grund dafür war Ausserbetriebnahme des RABFe 4/8 1031. Die Antriebszahnräder dieses Triebwagens waren stark angerissen. Die vorhandenen Zugteile sollten nun zu einem vierteiligen Zug kombiniert werden. Die Zusammenstellung wurde folgendermassen vorgenommen:
| Triebwagen 1:    | 1031/1               |
| Zwischenwagen 2: | 1031/2, 180° gedreht |
| Zwischenwagen 3: | 1041/2               |
| Triebwagen 4:    | 1041/3               |

Durch die Drehung des Zwischenwagens 2 lagen die zwei Gepäckabteile nebeneinander in der Mitte des Zuges. Der durch den Brand stark beschädigte Triebwagen 1041/1 wurde abgebrochen. Die Teile des Zuges 1031 mussten wieder in grossem Masse umgebaut werden. Die Triebdrehgestelle wurden wieder unter den Führerständen platziert. Der Wagen 1031/2 wurde zum Zwischenwagen ohne Antrieb umgebaut. Der Führerstand musste deshalb durch ein normales Wagenteil ersetzt werden. Die Übersetzung des Getriebes des ehemaligen Triebwagens 1031/1 wurde wieder auf 1:2.64 geändert. Die Höchstgeschwindigkeit des ganzen Zuges war nun wieder 150 km/h. Da die SBB kurz vor der Beschaffung von Vororttriebzügen (RABDe 12/12) standen, waren sie an der Erprobung einer elektropneumatischen Bremse interessiert. Die Firma Oerlikon hatte ein solches System entwickelt. Dieses System war eine direkt wirkende Bremse. Die durchgehende Speiseleitung beaufschlagte die Bremszylinder beim Bremsen mit Druckluft. Beim Lösen der Bremsen entwich die Luft ins Freie. Der Triebwagen war als Alleinfahrer ein sehr guter Versuchsträger. Auf eine Kombination der elektropneumatischen Bremse mit der Widerstandsbremse wurde verzichtet. Im Störungsfall konnte die im Zug belassene R-Bremse verwendet werden. Im normalen Betrieb diente diese nur noch für Notbremsungen.

## Betriebseinsatz

Am 10. Dezember 1942 stiess der Re 8/12 502 mit einer Ae 4/7 zusammen

Die Inbetriebnahme des Zuges Re 8/12 502 erfolgte am 8. Oktober 1937. Am 1. Dezember 1937 wurde eine ausgedehnte Pressefahrt St. Gallen – Genève – Lausanne – Basel – Zürich – Lausanne durchgeführt.
Die betriebliche Höchstgeschwindigkeit von 150 km/h führte dazu, dass in der Erprobung Abtastfahrten mit höheren Geschwindigkeiten durchgeführt werden konnten. Diese Fahrten wurden auf ausgewählten Strecken mit Zusicherung von mehreren freien Blockstrecken durchgeführt. Die Marke von 200 km/h wurde dabei fast erreicht.
Die Inbetriebnahme des zweiten Zuges Re 8/12 erfolgte erst am 17. Februar 1938. Damit konnte man Änderungen und Nacharbeiten, die sich aus dem Probebetrieb des Zuges 502 ergaben, noch ausführen.
Auf den Fahrplanwechsel im Mai 1938 war vorgesehen, die zwei Triebzüge im Städteschnellzugverkehr für die Zugpaare 5/6 und 27/24 Genève – Zürich – Genève einzusetzen. Im Weiteren sollten die Züge das neue Schnellzugpaar 210/215 Basel – Lausanne – Basel übernehmen. Diese scheiterte daran, dass in den Zügen 6 und 24 Zürich – Genève das Platzangebot nicht ausreichte. Für den Zug 210 wurde von der PTT das Mitführen eines Postwagens verlangt. Für den gleichen Zug gab es auch das Begehren nach einer Verpflegungsmöglichkeit.
Deshalb wurde für den einen Zug ein Schnellzugumlauf eingerichtet. Dieser umfasste folgende Strecken (Zugnummer): Rorschach – Bern (10) – Biel (435) – Bern (438) – Basel (315) – Bern (320) – Rorschach (21). Mit dem anderen Zug werden regelmässige Gesellschaftsfahrten Bodensee – Ticino durchgeführt.
Die Triebzüge waren beim Publikum schnell sehr beliebt. Deshalb mussten der sonntägliche Abendzug 21 und der Zug 10 am Montagmorgen wieder als konventionelle lokomotivbespannter Züge geführt werden.
Die Erfahrungen aus dieser ersten Betriebsphase führten dazu, dass die Generaldirektion der SBB die Züge für den Planverkehr als „nur beschränkt geeignet“ erachtete. Sie empfahl deshalb dem Verwaltungsrat, keine weiteren Fahrzeuge dieser Art zu beschaffen.
Nach dem weiter oben erwähnten Brand im Depot Rorschach kam der Zug 501 als Zweiwagenzug Re 4/8 311 im September 1941 wieder in Betrieb und wurde dem Depot Lausanne zugeteilt. Er wurde nun im Jura eingesetzt, insbesondere auf der Strecke Neuchâtel – Les Verrières. Diese war seit dem 22. November 1942 elektrifiziert.
Im Mai 1945 betrug die Tagesleistung des Zuges 522 km. Diese führte über die Strecken Lausanne – Neuchâtel – Les Verrières – Bern – Neuchâtel – Lausanne.
1947 wurden nur noch Personenzüge auf der Strecke Lausanne – Neuchâtel – Les Verrières geführt. Die Tagesleistung ging dabei auf 355 km zurück.
1948 kamen je ein Personenzugpaar Lausanne – Vallorbe und Neuchâtel – Travers – Buttes (RVT) dazu. Die Tagesleistung erhöhte sich auf 420 km. Diese entfielen aber zwei Jahre später schon wieder.
1956 wurde die SNCF-Strecke Les Verrières – Pontarlier mit 15'000 V 16⅔ Hz elektrifiziert. Der RABFe 4/8 671 war dannzumal auch auf dieser Strecke anzutreffen.
Im letzten Betriebsjahr (1961/1962) führte der RABFe 4/8 montags bis freitags Personenzüge auf der Strecke Lausanne – Neuchâtel – Pontarlier. Die Tagesleistung betrug dabei 369 km. Am Samstag wurde die Tour eines kleinen Roten Pfeils geführt. Sonntags wurde er gelegentlich für Gesellschaftsverkehr eingesetzt.
Wie oben erwähnt wurde der Zug im September 1962 abgestellt, blieb aber als Bestandteil des vierteiligen Zuges 1041 noch sechs Jahre erhalten.
Der Re 8/12 502 wurde ab 1939 vor allem im Gesellschaftsverkehr eingesetzt, da auch er wegen der beschränkten Sitzplatzkapazität im hochwertigen Planverkehr nicht geeignet war. Er war bis 1946 dem Depot Rorschach zugeteilt, anschliessend dem Depot Lausanne.
Die Tagesleistungen sanken in den Jahren 1951/1952 auf magere 202 km. Diese umfassten den Eilzug 961 Lausanne – Lyss und den Personenzug 1574 Lyss – Lausanne. 1952 erfolgte die Umteilung zum Depot Winterthur. Der Zug führte zwei Eilzugpaare nach Basel und ein Personenzugpaar nach Etzwilen (540 km pro Tag).
Wie oben erwähnt geriet der Zug am 13. August 1961 in Brand. Der aus Teilen der zwei Züge zusammengebaute RABDe 8/16 wurde dem Depot Winterthur zugeteilt. Sein täglicher Umlauf mit einer Tagesleistung von über 600 km begann morgens um 5 Uhr und führte über folgende Orte (Zugnummer): Stein-Säckingen – Basel (1406) – Winterthur (915) – Etzwilen (4031) – Winterthur (4034) – Basel (926) – Stein (1453) – Basel (1456) – Winterthur (935) – Basel (938) – Stein (1493). Der Umlauf endete nachts um 23 Uhr 30.
Dieser Umlauf blieb etwa bis Ende 1967 erhalten, als der Zug mit einigen defekten Fahrmotoren in die Hauptwerkstätte Zürich gebracht wurde. Auch andere Komponenten verursachten mehr und mehr Störungen. Dies betraf insbesondere die automatischen Türen, da der Zug – auch im Winter – immer im Freien abgestellt war. Die Instandstellungs- und Sanierungsarbeiten hätten einen Aufwand bedeutet, der für einen „Einzelgänger“, der zudem auch nur beschränkt einsetzbar war, zu hoch war.
Der Zug wurde im Juni 1968 ausser Betrieb genommen. Teile, die einer weiteren Verwendung zugeführt werden konnten, wurden durch die Hauptwerkstätte Zürich ausgebaut. Der Zug wurde anschliessend an die Hauptwerkstätte Chur überstellt, die den Abbruch besorgte.

## Anmerkung zur Namenskonvention
Die beschriebenen zwei Triebwagen wurden mehrfach umbezeichnet und auch umgebaut. Der verwendete Titel dieses Artikels verwendet die Bezeichnung zum Zeitpunkt der Inbetriebsetzung.